# Diego Mariño
Diego Mariño (* 9. Mai 1990 in Vigo) ist ein spanischer Fußballtorhüter, der aktuell beim FC Granada unter Vertrag steht.

## Karriere

### Vereine
Zum FC Villarreal kam Mariño, der zuvor für unbekanntere Vereine gespielt hatte, bereits im Alter von 14 Jahren. Zunächst schaffte er es in die zweite Mannschaft, in der er es in der Saison 2010/11 auf 38 Partien in Liga zwei brachte. Zweimal saß er in diesem Jahr zudem auf der Bank der Profimannschaft. Zu seinem ersten Einsatz für diese kam er am 21. Oktober 2012 bei einer 0:2-Niederlage gegen Recreativo Huelva. Da Villarreal in der Spielzeit zuvor jedoch aus der ersten spanischen Liga abgestiegen war, war es erneut bloß ein Zweitligaspiel für ihn. Während der folgenden acht Saisonspielen war er neuer Stammtorhüter der Mannschaft und hatte damit Juan Carlos abgelöst, der ab Januar 2013 unter dem neuen Trainer Marcelino García Toral aber wieder den Vorzug vor Mariño erhielt. Zur Saison 2013/14 wechselte er zu Real Valladolid, wo er neuer Stammtorhüter wurde. Bereits nach einer Saison schloss er sich dem Ligakonkurrenten UD Levante an, bei dem er auf den zu Real Madrid gewechselten Keylor Navas folgte.

### Nationalmannschaft
Mariño stand bereits 2007 im Kader einer Jugendnationalmannschaft, im Alter von 17 Jahren in der spanischen U-17. Zwar kam er dort nicht zum Einsatz, zu Spielen für eine spanische Nationalmannschaft kam er dennoch. Am 23. Mai 2009 lief er zum ersten Mal für die U-19 auf, die 3:0 gegen die U-19 aus Estland gewann. Am 8. Februar 2011 kam er zudem zu seinem Debüt für die U-21, mit der er 2:1 gegen Dänemark gewinnen konnte. Bis zur Europameisterschaft 2013 war er Teil des Kaders. Im November 2012  bestritt er sein letztes von sieben Auswahlspielen. Im Sommer 2012 war er zudem Teil der Mannschaft, die Spanien bei Olympia in London vertrat.

## Erfolge
- U-21-Europameister: 2011, 2013